# Grandview (Oklahoma)
Grandview es un lugar designado por el censo ubicado en el condado de Cherokee en el estado estadounidense de Oklahoma. En el Censo de 2010 tenía una población de 394 habitantes y una densidad poblacional de 71,69 personas por km².

## Geografía
Grandview se encuentra ubicado en las coordenadas 35°57′20″N 95°0′17″O / 35.95556, -95.00472. Según la Oficina del Censo de los Estados Unidos, Grandview tiene una superficie total de 8.84 km², de la cual 8.84 km² corresponden a tierra firme y (0%) 0 km² es agua.

## Demografía
Según el censo de 2010, había 394 personas residiendo en Grandview. La densidad de población era de 71,69 hab./km². De los 394 habitantes, Grandview estaba compuesto por el 35.28% blancos, el 0% eran afroamericanos, el 52.28% eran amerindios, el 0% eran asiáticos, el 0% eran isleños del Pacífico, el 5.58% eran de otras razas y el 6.85% pertenecían a dos o más razas. Del total de la población el 9.39% eran hispanos o latinos de cualquier raza.